# Wildest Dreams (album)
Pour les articles homonymes, voir Wildest Dreams.
Albums de Saga
Behaviour
(1985) The Beginner's Guide to Throwing Shapes
(1989)
Wildest Dreams est un album studio du groupe Saga, sorti en 1987.

## Liste des morceaux
| 1. | Don't Put Out the Fire (Ian Crichton, Jim Crichton, Michael Sadler) | 4:00 |
| 2. | Only Time Will Tell (I. Crichton, J. Crichton, M. Sadler)           | 4:23 |
| 3. | Wildest Dreams (I. Crichton, J. Crichton, M. Sadler)                | 4:59 |
| 4. | Chase the Wind (I. Crichton, J. Crichton, Robin Prior, M. Sadler)   | 4:52 |

| 1. | We've Been Here Before (Curt Cress, I. Crichton, J. Crichton, M. Sadler) | 4:47 |
| 2. | The Way of the World (Ian Crichton, Jim Crichton, Michael Sadler)        | 4:19 |
| 3. | Angel (Ian Crichton, Jim Crichton, Michael Sadler)                       | 4:21 |
| 4. | Don't Look Down (I. Crichton, J. Crichton, Julia Downes, M. Sadler)      | 4:39 |